# Puzzledruck
Der Puzzledruck ist eine Technik des Farbholzschnitts, mit dem ein Mehrfarbendruck von einem einzigen Druckstock erstellt wird. 

## Vorgang
Für den Druck wird die Platte puzzleartig zerschnitten oder zersägt, die einzelnen Teile werden separat eingefärbt und für den anschließenden Druck zu einem Druckstock wieder zusammengesetzt und anschließend in einem Arbeitsgang gedruckt. Diese Technik wurde beispielsweise von den Künstlern Edvard Munch und Ernst Ludwig Kirchner Ende des 19. Jahrhunderts eingesetzt.  